# Revolt (album Maršala)
Revolt je prvi album hrvatske hard rock grupe Maršal koji je 2012. objavila diskografska kuća Dancing Bear.
Album ima stari hard rock zvuk poput Gunsa ili Majki, sadrži 5 spotova i nastao je tijekom samo godine dana. Tekstove za svih 14 pjesama napisao je bivši pjevač sastava Bruno Vujanović, a uglazbio ih je Josip Horvat.

## Popis pjesama
1. Taboo teme
2. Dante
3. Kad nebu priđeš
4. Dok si spavala
5. Kurjaci i kuje
6. Sve
7. Akril
8. Nema promjene
9. Kada snivam
10. Drugo lice
11. Sudnji dan
12. Kolosijek
13. Kist
14. Plašt

## Izvođači
- Pavle Ćosić – pjevač
- Josip Horvat – ritam gitara
- Filip Čović – solo gitara
- Vladimir Jurišić – bas-gitara
- Jerko Kovačić – bubnjevi

## Vanjske poveznice
- Maršal (službene stranice): Diskografija  Arhivirana inačica izvorne stranice od 15. prosinca 2013. (Wayback Machine)
- Muzika.hr – Maršal objavio debi album "Revolt"  Arhivirana inačica izvorne stranice od 12. rujna 2014. (Wayback Machine)